# Une minute pour les femmes
L’émission Une minute pour les femmes était un rendez-vous quotidien diffusé entre 1974 et 1981 sur l'ORTF.

## Présentation
Cette émission quotidienne, qui a débuté le 21 octobre 1974, durait un minute d'où son nom, était présenté par Annik Beauchamps, et était diffusé sur la 1re chaine de l'ORTF du lundi au vendredi à 19h17,. 
Elle s'adressait spécifiquement aux Françaises, en les informant et en les conseillant sur des questions qui les touchaient directement comme leurs droits, leur travail, leur santé, leurs enfants, et beaucoup d'autres sujets comme :
- La femme, et son image, dans la publicité : Une réflexion sur la représentation des femmes dans les médias publicitaires.
- Le divorce : Des conseils et des informations sur les procédures de divorce.
- La justice : Des discussions sur les droits des femmes en matière juridique.
- Le concubinage : Des éclaircissements sur les aspects légaux du concubinage.
- Travailler enceinte : Des conseils pour les femmes enceintes concernant leur emploi.
- L'année internationale de la femme : Une réflexion sur les enjeux liés aux droits des femmes à l'échelle mondiale[5].

Le 6 octobre 1979, l'émission Collaro Show a fait un pastiche de cette émission avec Claire Nadeau dans le rôle de Denise et Philippe Bruneau dans le rôle du docteur Valentin.